# Бил Даноф
Уилям Томас Даноф (на английски: William Thomas Danoff) е американски певец и автор на песни от български произход. Той е награден за неговите авторски песни – „Take Me Home Country Roads“ (1971) на Джон Денвър и „Следобедна наслада“ (1976) на вокалната група Starland. Негова бивша съпруга е певицата Тафи Нивърт.

## Биография
Роден е на 7 май 1946 г. в град Спрингфийлд, щата Масачузетс, САЩ. Завършва Катедралната гимназия в родния си град, а след това Джорджтаунския университет във Вашингтон.
През 1972 г. той се жени за Тафи Нивърт, двамата са заедно във вокалната група Starland, развеждат се след разпада на групата през 1981 г.